# Peito bovino
|  |

| Animal (kg) | Arroba (@) | Média (kg) |
| 160         | 10         | 3,64       |
| 190         | 12         | 4,32       |
| 220         | 14         | 5,01       |
| 250         | 16         | 5,69       |

O peito (também chamado de ponta do peito) é um tipo de corte da carne bovina. Está localizado na parte dianteira do animal que representa 12,30 % dela.

## Informação nutricional
| Valor calórico     | 164,37 kcal | 7%  |
| Carboidratos       | 1,14 g      | 0%  |
| Proteínas          | 22,02 g     | 44% |
| Gorduras totais    | 7,97 g      | 10% |
| Gorduras saturadas | 2,75 g      | 11% |
| Colesterol         | 42,79 mg    | 14% |
| Fibras             | 0 g         | 0%  |
| Cálcio             | 9,44 mg     | 1%  |
| Ferro              | 2,24 mg     | 10% |
| Sódio              | 59,01 mg    | 2%  |

Obs.: Valores diários em referência com base em uma dieta de 2.500 calorias por porção de 100g com referência para animais do Brasil.